# Ribes grande
Ribes grande là một loài thực vật có hoa trong họ Grossulariaceae. Loài này được Rose miêu tả khoa học đầu tiên năm 1905.